# Emery Kabongo
Emery Kabongo Kanundowi (ur. 22 lipca 1940) – kongijski duchowny katolicki.
W latach 1982–1987 drugi osobisty sekretarz papieża Jana Pawła II.  W latach 1987–2000 ordynariusz diecezji Luebo. W latach 1988–1989 administrował także diecezją Mweka.